# Józefów (gmina Czerniewice)
Józefów – wieś w Polsce, położona w województwie łódzkim, w powiecie tomaszowskim, w gminie Czerniewice.
W latach 1975–1998 miejscowość należała administracyjnie do województwa piotrkowskiego.